# Henri Nouyrit
Nouyrit Henri, né le 23 janvier 1931 à Neuilly-sur-Seine et mort le 21 mars 2004 à Cabrerets, est un agriculteur et un économiste français. Militant de l'anthroposophie, il est responsable de plusieurs mouvements coopératifs, et est surtout l'un des fondateurs de l'association La NEF, première préfiguration en France d'une banque éthique. Il a enfin été brièvement maire de Cabrerets (Lot).

## Agriculteur, économiste et responsable coopératif
D'une famille originaire du Lot, Henri Nouyrit est diplômé de l’École des langues orientales et de l’Institut d'ethnologie. Il devint agriculteur dans le Lot.
Henri Nouyrit participe dans son département à l’organisation de coopératives d’éleveurs et adopte les techniques de l’agriculture biodynamique. 
Il entre en 1970 à la Confédération française des coopératives agricoles, dont il devient le directeur de 1981 à 1990. Il participe à l’élaboration de la loi de 1972 sur le statut des coopératives. 
Henri Nouyrit créé et présidé le groupe des experts économistes au niveau européen. Il fut président du Comité général de la coopération agricole de l'Union européenne (COGECA) de 1983 à 1985. Il représentait le mouvement coopératif agricole au sein de l'Alliance coopérative internationale. Il était également membre de l'Académie d'agriculture de France.
Il rejoint le mouvement des anthroposophes, inspiré de la pensée de Rudolf Steiner, et publie plusieurs ouvrages, s'inspirant en particulier de la tripartition sociale.

## Financement solidaire et création d'entreprises
Henri Nouyrit fonde en 1978 l'association La NEF (Nouvelle économie fraternelle), dont il est le président, avant de devenir le président de la société financière La Nef fondée en 1988. Ce projet de création d'une banque éthique est inspiré de banques hollandaises Triodos Bank, suisse et allemande : GLS Bank, elles aussi fondées sur les principes anthroposophiques de la tripartition sociale de Rudolf Steiner.
Henri Nouyrit a pris part à plusieurs regroupements comme Finansol (association Finance et Solidarité, qui délivre un label aux produits financiers solidaires) en France ou l'Association internationale des investisseurs en économie sociale (Inaise), basée à Bruxelles. Il était administrateur de la Fondation du Crédit coopératif.
Il fut également en 1994 le président-fondateur d’une association de militants de l’appui à la création d'entreprises, Épicea (Épargne de proximité pour l’investissement et la création d'entreprises et d’activités), qui est devenue ensuite Éficea (Épargne, financement et information pour la création d'entreprises et d’activités).

## Maire de Cabrerets
Henri Nouyrit est, de 2001 à son décès en 2004, maire de Cabrerets dans le Lot, commune de 200 habitants au sein du Parc naturel régional des Causses du Quercy.
Il est chevalier de l'Ordre du Mérite agricole et chevalier de l'Ordre national de la Légion d'honneur.